# كلار
 كلار (بالكردية: کەلار، Kelar‏) مدينة في إقليم كردستان في العراق، ومركز قضاء في محافظة السليمانية. تقع على الضفة الغربية لنهر سيروان (ديالى)، بالقرب من محافظة ديالى، يقدر عدد سكانها بنحو 250,000 نسمة، أغلبهم يتحدثون اللغة الكردية.

## الموقع الجغرافي
تقع مدينة كلار في شمال بغداد وتتبع أداريا إلى محافظة السليمانية في كردستان العراق على مجرى نهر سيروان أو بالعربية نهر ديالى كانت حتى بداية السبعينيات عبارة عن قرية صغيرة تدعى (كلاري كون) أي كلار القديمة، حيث مركز رؤساء الجاف المعروفين بالبيكزاده، ومخفر للشرطة ومقهى على الطريق بين دربنديخان وجلولاء وكانت جزا من محافظة كركوك سابقا. أغلبية سكانها من الكورد

## التعليم في كلار
تم افتتاح جامعة كرميان من قبل حكومة إقليم كردستان للسنة الدراسية 2011 2012 في كلار ولها كليات في مدينة خانقين وكذلك يوجد معهد الفني أيضا في كلار ومعهد كومبيوتر.

## التاريخ
كلار مدينة يعود تاريخ تأسيسها إلى سنة 1860 ميلادية. في سنة 1931 فتحت أول مدرسة ابتدائية لها.
وفي سنة 1970 أصبحت كلار قضاء بمرسوم جمهوري وهي مرشحة لتكون محافظة مستقلة.
منذ عام 1970 وحسب خطة حكومية معدة مسبقاً من قبل حزب البعث لتقليل نسبة الكورد في محافظة كركوك ذات الأغلبية الكوردية قامت السلطة النظام السابق ببعض التعديلات الإدارية حسب مقتضيات المصلحة العامة، كما قيل انذاك، في كوردستان ومن بينها استحداث قضاء جديدا باسم قضاء كلار بموجب المرسوم الجمهوري (137) في 28/2/1970 لكن الحقيقة كانت أجراء سياسي للبدء بتعريب محافظة كركوك وقضاء خانقين عبر استئصال الاقضية والنواحي الكوردية الصرفة عن كركوك وخانقين. وطبقت الخطة بصورة جدية ومركزة بعد القضاء على الحركة الكوردية حسب إتفاقية الجزائر المشؤمة عام 1975 عبر التهجير القسري لقسم من المواطنين إليها وخاصة سكان شمال قضاء خانقين في ناحيتي ميدان وقورة تو ذات الغالبية الكوردية المطلقة وتم فك ارتباط قضاء كلار مع محافظة كركوك بعد تزايد عدد السكان فيه بشكل ملفت وتم الحاقه بمحافظة السليمانية بموجب المرسوم الجمهوري (608) في 6/11/1975. وبين عامي 1976 و1977 عاد إليه المرحلون من اهالي خانقين من وسط وجنوب العراق واستقروا فيه وبذلك أزداد عدد سكانها إلى ما يقارب 10000 نسمة عام 1988.وازداد عدد المهاجرين إليها بعد الحرب العراقية الإيرانية في بداية التمانينيات وبعد جرائم الأنفال نهاية التمانينيات. حاليا يقدر عدد سكان المدينة 120000 نسمة. وهناك المقولة الشهيرة للرئيس العراقي السابق أحمد حسن البكر (أعطيناهم كلار وماقبلو)حين اراد في خطبته في التلفزيون العراقي اتهام الكورد باشعال الحرب اواسط السبعينيات. 1

## تقسيمات الادارى جديد
كلار إحدى المدن الكردستانية التابعة إلى محافظة كركوك سابقاً، تبعد حوالي 120 كم عن مدينة السليمانية، وفي الوقت الحالي لمركز لإدارة كرميان، محافظة غير رسمية من حكومة أقليم كردستان، تتكون من قضاء كلار، كفري وجمجمال، ويبلغ عدد سكان المدينة 63000 نسمة وأكثر. عدد سكان محافظة كرميان أو مناطق كرميان يبلغ 120000 نسمة.والغالبية الساحقة من المسلمون الكرد من أهل السنة والجماعة من الشافعية واقلية من الفيليين الشيعة،
هنالك مغارات داخل قلعة شيروانة لحد هذا الوقت لا يعرفون من اين تبدء ومن اين تنتهي.

## العشائر
من ابرز العشائر الموجودة في المدينة (گلی، الجاف، الجمهور.الزنكنة، باجلان، بالاني، الداودي، كيز، زة ند، لك...الخ)

## قلعة شيروانة
إحدى معالم مدينة كلار هي قلعة شيروانة على شواطئ نهر ديالى (سيروان)، وقد بنيت في عام1866-1874 على يد محمد باشا الجاف الذي كان رئيس قبيلة الجاف آنذاك وكان يستخدمه في تقوية نفوذه وإتمام سيطرته على هذه المنطقة